# Oxyaporia argentina
Oxyaporia argentina là một loài ruồi trong họ Tachinidae.